# Saint Lucy, Barbados
Bản mẫu:Unreferencedsection
Xã Saint Lucy ("St. Lucy") là đơn vị hành chính cực bắc của Barbados. Saint Lucy là xã duy nhất tại Barbados mang tên một thánh nữ bảo hộ là Thánh Lucy. Saint Lucy từng có một căn cứ Hải quân Hoa Kỳ tại Harrison's Point. Saint Lucy cũng là một bán đảo, có ba mặt tiếp giáp với Đại Tây Dương ở phía bắc, đông và tây

### Vị trí
- Saint Peter - Nam